# Wartan Militosjan
Wartan Militosjan (arm. Վարդան Միլիտոսյան; ur. 8 czerwca 1950 w Leninakanie, zm. 29 kwietnia 2015 w Giumri) – ormiański sztangista reprezentujący ZSRR, wicemistrz olimpijski i dwukrotny wicemistrz świata.

## Kariera
Pierwszy sukces w karierze osiągnął w 1975 roku, kiedy podczas mistrzostw ZSRR zdobył brązowy medal w wadze średniej (do 75 kg). Rok później wystartował na igrzyskach olimpijskich w Montrealu, gdzie w tej samej kategorii był drugi. W zawodach tych rozdzielił na podium Bułgara Jordana Mitkowa i Petera Wenzela z NRD. Był to jego jedyny start olimpijski. Militosjan wywalczył jednocześnie srebrny medal mistrzostw świata. Wygrał zawody o Wielką Nagrodę Berlina w dniach 27–30 stycznia 1977, gdzie w wadze średniej ustanowił rekord świata w podrzucie wynikiem 195 kg i wyrównał rekord świata w dwuboju wynikiem 354 kg. Na rozgrywanych dwa lata później mistrzostwach świata w Gettysburgu także był drugi, tym razem plasując się między Kubanczykiem Roberto Urrutią z Peterem Wenzelem. Ponadto zwyciężał na mistrzostwach Europy w Berlinie Wschodnim (1976) i mistrzostwach Europy w Havířovie (1978).
Cztery razy bił rekordy świata.
Jego kuzyn Israel także był sztangistą.

## Osiągnięcia

### Mistrzostwa świata
| Mistrzostwa świata | Pozycja    | Konkurencja | Rezultat |
| ------------------ | ---------- | ----------- | -------- |
| Montreal 1976      | 2. miejsce | kat. –75 kg | 330,0 kg |
| Gettysburg 1978    | 2. miejsce | kat. –75 kg | 337,5 kg |

### Mistrzostwa Europy
| Mistrzostwa Europy   | Pozycja    | Konkurencja | Rezultat |
| -------------------- | ---------- | ----------- | -------- |
| Berlin Wschodni 1976 | 1. miejsce | kat. –75 kg | 340,0 kg |
| Havířov 1978         | 1. miejsce | kat. –75 kg | 342,5 kg |